# Pioniere der Fototechnik
Die Pioniere der Fototechnik bestimmten die Geschichte der Fotografie rund ein Jahrhundert lang – von den Anfangsjahren (Anfang des 19. Jahrhunderts) bis zur Industrialisierung der fotografischen Verfahren (Anfang des 20. Jahrhunderts); etwa ab den 1940er Jahren wird es dann zunehmend schwierig, Erfindungen auf einzelne Personen zurückzuführen; Entwicklungen werden ab dieser Zeit überwiegend von Ingenieuren im Teamwork oder unter dem Dach der Forschungs- und Entwicklungsabteilung eines Unternehmens der Fotowirtschaft geleistet.
Die Auflistungen sind nach den Geburtsjahren sortiert.

## Frühe fotografische Verfahren bis zur ersten Farbfotografie
- Johann Heinrich Schulze – Entdeckung der Lichtempfindlichkeit der Silbersalze
- Joseph Nicéphore Niépce – Erfinder der Heliografie; erste Fotografie auf Chlorsilberpapier
- Thomas Wedgwood – Kontaktkopien von Blättern auf mit Silberchlorid beschichtetem Glas
- Joseph Lemling – Entwicklung des ersten fotografischen Positiv-Verfahrens mit Jodsilberpapier
- Louis Daguerre – Erfinder der Daguerreotypie
- John Frederick William Herschel – Anwendung der Lichtempfindlichkeit bestimmter Eisensalze
- William Henry Fox Talbot – Entwicklung des Negativ-Positiv-Verfahrens Kalotypie oder Talbotypie
- Hippolyte Bayard – Erfinder des Direktpositiv-Verfahrens
- Claude Félix Abel Niépce de Saint-Victor – Erstellung von Fotografien auf Glas im Albuminverfahren; eine der ersten Farbfotografien, jedoch ohne Fixierung
- Jacob Wothly – Entwicklung der Wothlytypie zur Herstellung von positiven Bildern unter Verwendung eines Uransalzes
- Frederick Scott Archer – Entwicklung der Kollodium-Nassplatte auf Basis der Kalotypie (die Ambrotypie)
- Richard Leach Maddox – erste Trockenplatte, die in der Empfindlichkeit der bis dahin gebräuchlichen Nassplatte entsprach, mit einer Silberbromid-Gelatine-Schicht
- Hermann Wilhelm Vogel – Untersuchung der Sensibilatoren wie Kollodium für Fotografien in den richtigen Tonwerten; Entwickler eines Photometers
- Sergei Michailowitsch Prokudin-Gorski – Entwicklung von Farbfotografien mit den 3 Farbfiltern Rot, Grün und Blau
- Wilhelm Cronenberg – deutsches Patent (1898) für das „Verfahren zur Herstellung von Autothpie-Cliches mittels Lichtdruckplatten“ sowie österreichisches Patent (1903) für den „Drei- und Mehrfarbendruck auf Metall und Stein“ (Fotolithografie)

## Kamerabau
- George Eastman und William Walker
- Oskar Barnack
- Optische Anstalt C. P. Goerz
- Peter Wilhelm Friedrich von Voigtländer (siehe auch Johann Christoph Voigtländer und Johann Friedrich Voigtländer)
- Steven J. Sasson

## Optik und Objektive
- Josef Maximilian Petzval
- Pierre Angénieux
- Ludwig J. Bertele

## Verschlusstechnik
- Alfred Gauthier
- Ottomar Anschütz

## Filmmaterialien
- Hannibal Goodwin
- John Wesley Hyatt
- Louis Ducos du Hauron
- Rudolf Fischer
- Gustav Wilmanns und Wilhelm Schneider
- Leopold Godowsky, Jr. und Leopold Mannes
- Edwin Herbert Land